# Gaurotes otome
Gaurotes otome är en skalbaggsart som beskrevs av Nobuo Ohbayashi 1959. Gaurotes otome ingår i släktet Gaurotes och familjen långhorningar. Inga underarter finns listade i Catalogue of Life.